# متان‌دریول
متان‌دریول (به انگلیسی: Methandriol) با فرمول شیمیایی C۲۰H۳۲O۲ یک ترکیب شیمیایی با شناسه پاب‌کم ۱۱۸۶۹۵۲۷ است. که جرم مولی آن ۳۰۴٫۴۷ g/mol می‌باشد.